# رولف جراف
رولف جراف (بالنرويجية البوكمول: Rolf Graf)‏ هو عازف جاز وملحن ومغني نرويجي، ولد في 28 أبريل 1960 في أوسلو في النرويج، وتوفي بنفس المكان في 1 يوليو 2013.

## وصلات خارجية
- رولف جراف على موقع IMDb (الإنجليزية)
- رولف جراف على موقع ميوزك برينز (الإنجليزية)
- رولف جراف على موقع ديسكوغز (الإنجليزية)